# Дынкин, Константин Васильевич
Константин Васильевич Дынкин (1 июня 1920, Мариуполь — 14 октября 2014, Волгоград) — советский и российский архитектор, заслуженный архитектор РСФСР.

## Биография
В 1928 году вместе с родителями переехал из Мариуполя в Сталинград. В 1939 году поступил в Московский архитектурный институт (МАРХИ). В 1941 году ушёл добровольцем на фронт. В военные годы был армейским художником. По окончании МАРХИ в 1952 году вернулся в Сталинград и до 1986 года работал в «Волгоградгражданпроект», пройдя путь от рядового специалиста до главного архитектора. С 1986 года являлся профессором Волгоградского государственного архитектурно-строительного университета.
Член Союза архитекторов России с 1953 года.

## Основные работы
Волгоград
- Центральный стадион (арена, спортивные залы, трибуны)
- открытый плавательный бассейн Волгоградского института физической культуры с прыжковым устройством
- цирк
- педагогический и архитектурно-строительный университеты
- академия физической культуры
- здание «Волгоградгражданпроекта»
- Дом молодёжи
- ДК Тракторозаводского района.

## Награды и звания
- Заслуженный архитектор РСФСР (1983)